# Aeroport de Playa Baracoa
L'aeroport de Playa Baracoa (codi IATA: UPB, codi OACI: MUPB) és un aeroport cubà ubicat a 27 km al sud-oest de l'Havana. Es troba al municipi de Caimito, a la província d'Artemisa, a 4 km al sud-oest del poble de Playa Baracoa, pertanyent al municipi de Bauta. És una antiga base aèria de les Forces Armades Revolucionàries de Cuba que opera vols nacionals d'Aerogaviota.